# Fria Tidningar
Fria Tidningar, egentligen Mediekooperativet Fria Tidningar, var ett medarbetarägt och icke vinstdrivande mediekooperativ bildat 1999, med huvudkontor i Stockholm. Andra kontor låg i Göteborg och Malmö. Tidningarnas gemensamma motto var, "Normbrytande nyheter för människor som vill förändra världen".
Den politiska inriktningen på ledarsidan, i kooperativets tidningar kallad inledarsidan, betecknades som partipolitiskt obunden. Enligt ett uttalande från 2016 av styrelseordföranden Madelene Axelsson, i samband med att kooperativet köptes upp av ETC-koncernen, bidrog Fria Tidningar med att vara en "normkritisk röst på mediemarknaden". Från mitten av juli 2016 till april 2018 var ETC-koncernen ägare. Vid årsskiftet 2017/2018 lade de ner alla kooperativets tidningar utom en. I april 2018 försattes Fria Tidningar i konkurs och utgivningen av den sista titeln lades ner.
Utgivningsbevis och rättigheterna kopplade till kooperativets produkter köptes upp av Mediehuset Grönt, ägare av tidskriften Syre, som återstartade utgivningen. Ingen av de kvarvarande medlemmarna i Ek för. Fria Tidningar valde att arbeta kvar under de nya ägarna. I juni 2019 rapporterades att Fria Tidningen lades ned igen. Det sista numret utkom fredagen den 31 maj 2019. Mera detaljerad historik på sidan Göteborgs Fria Tidning.

## Kooperativets tidningar
- Fria Tidningen (startad 2008, nedlagd 2017)
- Göteborgs Fria Tidning (startad 2004, nedlagd 2017)
- Landets Fria Tidning ( se Landet Runt) (startad 2013, nedlagd 2017)
- Läsarnas Fria Tidning (startad 2007, nedlagd 2009)
- Nyhetstidningen på lätt svenska (tid. Nyhetstidningen) (startad 2009, nedlagd 2015)
- Sesam öppnar dörrar (tid. Nyhetstidningen Sesam och Sesam på lätt svenska) (förvärvad 2002, nedlagd 2017)
- Skånes Fria Tidning
- Stockholms Fria Tidning (startad 2001, nedlagd 2017)
- Uppsala Fria
- Östhammars Nyheter (förvärvad 2004, nedlagd 2015)